# Robsonodendron
Robsonodendron är ett släkte av benvedsväxter. Robsonodendron ingår i familjen Celastraceae.
Kladogram enligt Catalogue of Life:
| Robsonodendron | \| \| Robsonodendron eucleiforme \| \| \| \| \| \| Robsonodendron maritimum \| \| \| \| |
|                | \| \| Robsonodendron eucleiforme \| \| \| \| \| \| Robsonodendron maritimum \| \| \| \| |
|                | Robsonodendron eucleiforme                                                              |
|                |                                                                                         |
|                | Robsonodendron maritimum                                                                |
|                |                                                                                         |

## Bildgalleri

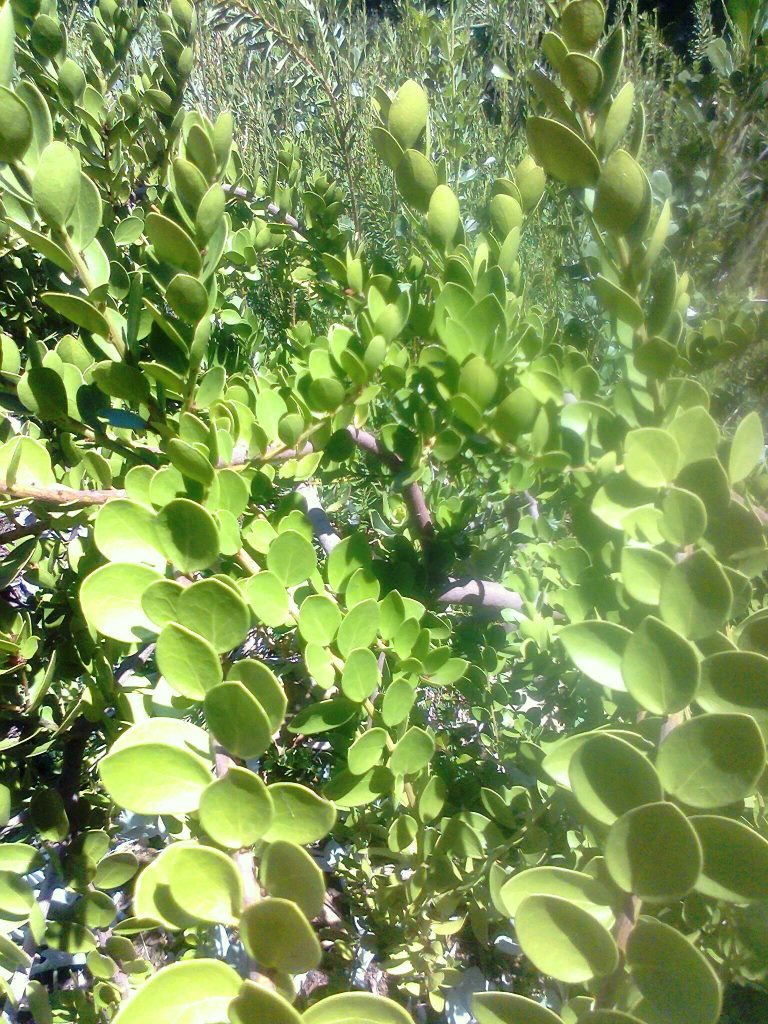